# Ronnie Biggs
Ronald Arthur Biggs, detto Ronnie (Londra, 8 agosto 1929 – Londra, 18 dicembre 2013), è stato un criminale e cantante britannico, conosciuto principalmente per aver preso parte alla "grande rapina al treno" del 1963 e per aver partecipato a due canzoni dei Sex Pistols in qualità di cantante alla fine degli anni settanta.

## Biografia

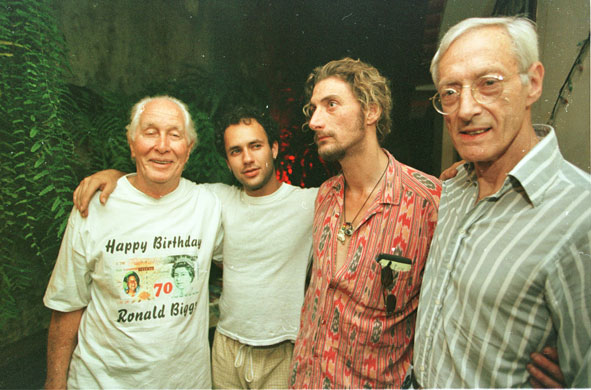
Ronnie Biggs (primo a sinistra) mentre festeggia il suo 70º compleanno

Ronnie Biggs nacque a Lambeth, un sobborgo di Londra. Da bambino durante la seconda guerra mondiale, la sua famiglia fu costretta a sfollare a Flitwick, Bedfordshire. Nel 1947, all'età di 18 anni, si arruolò nella RAF ma venne congedato con disonore per diserzione nel 1949, dopo soli due anni di servizio effettivo. Nel 1960 Biggs sposò Charmian Powell, figlia di un preside di scuola elementare, dalla quale ebbe poi tre figli.

### La "grande rapina al treno"
Nel 1963 Ronald Biggs partecipò all'assalto al treno postale Glasgow-Londra. Insieme ai suoi complici rubò circa 2,6 milioni di sterline, l'equivalente di circa 40 milioni di sterline odierni, dopo aver rapinato un treno postale nelle prime ore del mattino dell'8 agosto 1963 (il giorno del suo 34º compleanno). Jack Mills (1905-1970), il conducente del treno, venne brutalmente colpito con una spranga di ferro durante la rapina.
Nel 1964, 9 dei 15 componenti della banda che aveva assaltato il treno finirono in carcere con condanne di circa 30 anni di detenzione. Biggs trascorse 19 mesi in carcere prima di riuscire ad evadere dalla Wandsworth Prison l'8 luglio 1965, dopo aver scalato il muro di recinzione calandosi con una corda.
Inizialmente fuggì a Bruxelles via mare, poi si spostò a Parigi con la moglie Charmian e due figli, Nicholas e Chris, dopo essersi fatto un intervento di chirurgia plastica e ottenuto documenti d'identità falsi. Sentendosi braccato dall'Interpol, nel 1966 Biggs si trasferì definitivamente in Australia con la famiglia.

### Fuga a Rio de Janeiro
Nel 1970 Ronnie Biggs si trasferì a Rio de Janeiro, in Brasile, poiché in quel Paese non esisteva l'estradizione verso il Regno Unito. Nel 1971 il figlio maggiore di Biggs, Nicholas, 10 anni, morì in un incidente d'auto.
Nel 1974 il giornalista del Daily Express Colin MacKenzie ricevette una soffiata che suggeriva Biggs si trovasse a Rio de Janeiro. Il detective di Scotland Yard Jack Slipper si recò in Brasile per arrestare Biggs, ma non poté ottenerne l'estradizione, poiché la ragazza dell'epoca di Biggs (Raimunda de Castro, ballerina di night club) era incinta: la legge brasiliana del tempo non prevedeva infatti che un genitore di un bambino brasiliano potesse essere estradato. Il figlio di Ronnie e Raimunda, Michael Biggs, divenne poi un minidivo dello spettacolo brasiliano, entrando a far parte del gruppo musicale infantile Turma do Balão Mágico.

### Incontro con i Sex Pistols
Nel 1978 Biggs, ormai divenuto una celebrità in patria per essere riuscito a farla franca nei confronti dell'autorità, cantò in due canzoni del film La grande truffa del rock'n'roll (The Great Rock 'n' Roll Swindle), il documentario di Julien Temple sulla storia del gruppo punk rock Sex Pistols. Le tracce base di No One Is Innocent (alias The Biggest Blow (A Punk Prayer)) e Belsen Was a Gas furono registrate con il chitarrista Steve Jones e il batterista Paul Cook in uno studio in Brasile poco tempo dopo l'ultimo concerto ufficiale dei Sex Pistols a San Francisco, e dopo che Jones e Cook si erano recati (ripresi dalle telecamere) a far visita a Biggs nel suo rifugio. No One is Innocent venne pubblicata su singolo in Inghilterra il 30 giugno 1978 raggiungendo la posizione numero 7 della Official Singles Chart.

### Altre collaborazioni musicali
Dopo questa estemporanea collaborazione "punk", Biggs collaborò con Bruce Henry (un contrabbassista statunitense), Jaime Shields e Aureo de Souza per registrare Mailbag Blues, un musical sulla sua vita. Nel 1991 Biggs cantò nei brani Police On My Back e Carnival in Rio (Punk Was) della band tedesca Die Toten Hosen. Nel 1993 Biggs cantò in tre tracce dell'album Bajo otra bandera del gruppo punk argentino Pilsen.

### Rapimento
Nel 1981 Biggs venne rapito da un gruppo di ex soldati britannici che volevano consegnarlo agli inglesi per avere la sua taglia. La barca dove viaggiavano però si guastò in mare aperto e dovettero essere soccorsi dalla guardia costiera delle Barbados. Biggs venne liberato e rimandato in Brasile.

### Ritorno in Gran Bretagna, arresto, rilascio e morte
Nel 1997 la Gran Bretagna ed il Brasile ratificarono un trattato di estradizione. Due mesi dopo, il governatore britannico avanzò formale richiesta di estradizione nei confronti di Biggs. Nel frattempo Biggs aveva dichiarato in diverse occasioni di non volersi più opporre all'estradizione. Tuttavia la richiesta di estradizione venne respinta dal governo brasiliano.
Nel 2001 Biggs annunciò al periodico inglese The Sun di voler far ritorno in Inghilterra, dove tornò il 7 maggio di quell'anno, venendo immediatamente arrestato all'aeroporto ed incarcerato. Nell'agosto 2009, dopo una serie di infarti che lo resero incapace di parlare e camminare, Ronnie Biggs fu rimesso in libertà. Morì nel dicembre 2013 all'età di 84 anni. Biggs è stato sepolto nel crematorio Golders Green di Londra.